# Gonzalve Desaulniers
Gonzalve Desaulniers, 1863-1934, est un écrivain, poète et avocat québécois.

## Biographie
Gonzalve Desaulniers naît le 24 juin 1863 à Saint-Guillaume d'Upton. Il fréquente le collège du Sacré-Cœur, à Sorel, puis le Collège Sainte-Marie de Montréal. Il est admis au barreau en 1895. Entre-temps, Desaulniers gagne principalement sa vie grâce à l’écriture et la politique. Il est journaliste à l’L'Étendard du sénateur François-Xavier-Anselme Trudel, puis au National, hebdomadaire de Montréal, au Canada-Revue d’Aristide Filiatreault, porte-parole des libéraux radicaux de Montréal, à la Revue des deux Frances. Il publie ses premiers poèmes dans la Revue canadienne, le Journal de Françoise, Le Passe-temps, la Revue populaire et la Revue moderne.
En 1908, il est nommé directeur du premier lycée laïc pour filles fondé à Montréal par Éva Circé-Côté et Gaëtane de Montreuil.
Sa sépulture est située dans le Cimetière Notre-Dame-des-Neiges, à Montréal.

## Œuvre

### Essais
- Le Principe des nationalités, Le Pays, 1864 [lire en ligne]

### Poésies
- L'Absolution avant la bataille : dédié aux braves de la Butte-aux-Français, 1886 [lire en ligne]
- poèmes (« La Fille des bois »…) dans Les Soirées du Château de Ramezay, Eusèbe Senécal, 1900, p. 160-180 [lire en ligne]
- Pour la France : à la mémoire de nos morts, Montréal, Beauchemin, 1918 [lire en ligne]
- Les Bois qui chantent, Beauchemin, 1930 [lire en ligne]
- « Marguerites » et « Mon secret », mis en musique par Achille Fortier, 1916[5]

### Articles
- « Sir Lomer Gouin : sa vie, son œuvre », La Patrie, 21 février 1923, p. 3 [lire en ligne]